# Žarko Mirković
Žarko Mirković (crnogorski: Жарко Мирковић; rođen 1952.) crnogorski je skladatelj, glazbeno priredio državnu himnu Crne Gore Oj, svijetla majska zoro.
Diplomirao skladateljstvo na Fakultetu glazbene umjetnosti u Beogradu. 
Kao stipendist Fullbright fondacije, završio je poslijediplomske studije na Sveučilištu New Yorka. Usavršavao se i na Danskom institutu za elektroakustičku muziku. 
Dobitnik nagrade "Mokranjac" i nagrade Udruge skladatelja Srbije. 
Redoviti je profesor skladbe i orkestracije na Glazbenoj akademiji na Cetinju i prorektor za međunarodnu suradnju Sveučilišta Crne Gore.